# Baugewerkschule
Baugewerkschulen (ursprünglich auch Baugewerksschulen, Baugewerkeschulen oder Baugewerkenschulen) wurden ab den 1820er Jahren im gesamten 19. Jahrhundert zur Ausbildung von Bauhandwerkern eingerichtet. Den Anfang machte die Königliche Baugewerksschule in München, die zu Beginn des Jahres 1821 den Unterricht aufnahm. Die Schulen entwickelten sich bis in das 20. Jahrhundert zum Teil zu Ausbildungsstätten für Bautechniker und Architekten.
Sie sind meist die Vorläufer heutiger Fachhochschulen, seltener auch Technischer Hochschulen und Universitäten mit Fachrichtungen des Bauwesens/Bauingenieurwesens sowie der Architektur.

## Geschichte
Zum Ausgang des 18. Jahrhunderts gab es europaweite Bestrebungen, die technische-handwerkliche Praxis verstärkt auf wissenschaftlicher Grundlage zu vermitteln. Vorbildcharakter für die technische Weiterbildung erlangten die 1794 in Paris gegründete École polytechnique in Paris sowie die 1799 entstandene Berliner Bauakademie.
Für München ist bereits 1803/1804 ein spezieller bauhandwerklicher Unterricht an der Feiertagsschule nachweisbar, der allerdings nicht lange bestand. Nachdem im November 1820 vermehrt Anfragen angehender Bauhandwerker eingegangen waren, nahm ab Anfang 1821 Hermann Mitterer, Lehrer an der Feiertagsschule, den Unterricht wieder auf. 1823 hatte sich der Unterricht soweit formalisiert, dass unter der Leitung des königlichen Kreisbau-Inspektors Gustav Vorherr eine eigene Baugewerkschule entstand.
Unter staatlichem Schutz sollte hier ein modernes, an den örtlichen Notwendigkeiten orientiertes Bauwesen im Vordergrund stehen. Hohe Standards, die auf den damals neuesten Entwicklungen des internationalen Bausektors fundierten, wurden hier einheitlich gelehrt. Dabei sollte der bis dahin vernachlässigte ländliche Raum einbezogen werden.
Angesichts neuer Baumaterialien (z. B. setzte sich in Norddeutschland während der ersten Hälfte des 19. Jahrhunderts verstärkt die Verwendung von Ziegeln durch und löste den traditionellen Fachwerkbau ab) sowie zunehmender behördlicher Vorschriften für das Bauwesen entstand in den ersten Jahrzehnten des 19. Jahrhunderts ein Bedarf an der Professionalisierung von Bauhandwerkern.
1831 gründete vor diesem Hintergrund Friedrich Ludwig Haarmann in Holzminden die erste Baugewerkschule. In ihr wurden während des Winters, als die meisten Bautätigkeiten ruhten, Bauhandwerker u. a. in Baumaterialienkunde, Baukonstruktionslehre, Baugeschichte, Formen- und Baustillehre, Zeichnen und Bautechniken geschult. Nach dem Holzmindener Vorbild wurden zunächst weitere Baugewerkschulen in Norddeutschland gegründet. Im Laufe der Zeit folgten Gründungen in vielen anderen deutschen Regionen, z. B. in Regensburg 1846, Nienburg/Weser 1853, Höxter 1864 (durch Karl Möllinger), Darmstadt 1876, Lübeck 1896. Diese Schulen besaßen wegen ihres meist großen Einzugsbereichs häufig Wohnheime für ihre Schüler.
Die Absolventen der Baugewerkschulen übten angesichts ihrer Ausbildung, die im Laufe der Zeit anspruchsvoller wurde und nicht mehr nur auf den Winter begrenzt war, vielfach den Beruf eines Architekten aus. Formal waren sie zunächst Baugewerksmeister, die in Norddeutschland stilprägend für Rohziegelbauten wurden. Spätestens gegen Ende des 19. Jahrhunderts besuchten künstlerisch ambitionierte Absolventen nach ihrem Baugewerkschul-Abschluss nicht selten als Gasthörer („Hospitanten“) die Architektur-Fakultäten Technischer Hochschulen, wo sie aber mangels Hochschulreife (Abitur) keine Diplome oder Examina erwerben konnten.
Einer der wichtigsten stilprägenden Architekturlehrer des 19. Jahrhunderts war Conrad Wilhelm Hase, Dozent an der Technischen Hochschule Hannover von 1849 bis 1894. Er begründete die so genannte „Hannoversche Schule“, die ihr Formenrepertoire aus der mittelalterlichen Backsteingotik bezog. Viele der Schüler von Hase wurden Lehrer an Baugewerkschulen und gaben so das „Programm“ der Hannoverschen Schule weiter. (Ein eindrucksvolles Beispiel dieses Stils ist die Hamburger Speicherstadt).
Die meisten der Baugewerkschulen wurden ab den 1920er Jahren zu Fachschulen, Bauhochschulen oder Bautechnischen Hochschulen umgewidmet. Außerhalb von Preußen trugen die entsprechenden Bildungseinrichtungen offiziell meist andere Bezeichnungen, wobei auch die von Staat zu Staat verschiedenen (d. h. nicht reichseinheitlichen) gesetzlichen Regelungen des Bauwesens eine Rolle spielten. Über die Anerkennung von „fremden“ Abschlüssen gab es detaillierte Regelungen. Die inoffizielle Sammelbezeichnung „Baugewerkschule“ war spätestens in den 1920er Jahren für alle staatlich anerkannten Ausbildungsstätten in Deutschland gebräuchlich.
Während der Zugang von Frauen zur Architekten-Ausbildung an den deutschen Technischen Hochschulen zwischen 1900 und 1909 gesetzlich geregelt wurde, und sich in der Folge auch (wenige) erste Architektur-Studentinnen einschrieben, blieben Frauen an Baugewerkschulen – wohl in erster Linie wegen der parallelen Handwerkslehre – eine sehr große Ausnahme.

## Vor 1900 eingegangene Baugewerkschulen in Deutschland

### Königreich Preußen
- Die Baugewerkschule Marienwerder bestand von 1819 bis 1834, Gründer, Leiter und Lehrer war bis 1820 Bauinspektor Salomo Sachs.
- Die Baugewerkschule Wetzlar existierte von 1878 bis 1885.[1]

## Baugewerkschulen in Deutschland 1928
Verzeichnis staatlicher (bzw. staatlich anerkannter) Baugewerkschulen in Deutschland (Stand: Februar 1928):

### Freistaat Preußen
- Staatliche Baugewerkschule Aachen (→ FH Aachen)[2]
- Staatliche Baugewerkschule Barmen-Elberfeld (Wuppertal) (→ Bergische Universität Wuppertal)
- Staatliche Baugewerkschule Berlin-Neukölln
- Staatliche Baugewerkschule Beuthen (Oberschlesien) (1922–1945, zuvor Baugewerkschule Kattowitz 1895–1922)
- Staatliche Baugewerkschule Breslau
- Staatliche Baugewerkschule Buxtehude (→ Fachhochschule Nordostniedersachsen; → Hochschule 21)
- Staatliche Baugewerkschule Deutsch Krone (Grenzmark Posen-Westpreußen, vor 1922 Provinz Westpreußen; seit 1945 Wałcz Raduń, Polen)
- Staatliche Baugewerkschule Eckernförde
- Staatliche Baugewerkschule Erfurt (→ Fachhochschule Erfurt)
- Staatliche Baugewerkschule Essen
- Staatliche Baugewerkschule Frankfurt am Main
- Staatliche Baugewerkschule Frankfurt an der Oder
- Staatliche Baugewerkschule Görlitz
- Staatliche Baugewerkschule Hildesheim (→ Hochschule für angewandte Wissenschaft und Kunst)
- Staatliche Baugewerkschule Höxter (→ Hochschule Ostwestfalen-Lippe)
- Staatliche Baugewerkschule Idstein (Taunus)
- Staatliche Baugewerkschule Kassel
- Staatliche Baugewerkschule Köln (später Staatliche Ingenieurschule für Bauwesen Köln, heute Fakultät der Technischen Hochschule Köln)
- Staatliche Baugewerkschule Königsberg (Ostpreußen)
- Staatliche Baugewerkschule Magdeburg
- Staatliche Baugewerkschule Münster
- Staatliche Baugewerkschule Nienburg
- Staatliche Tiefbauschule Rendsburg
- Staatliche Baugewerkschule Stettin

sowie in nichtstaatlicher Trägerschaft:
- Städtische Baugewerkschule Berlin
- Städtische Baugewerkschule Trier

### Freistaat Bayern
- Staatsbauschule München (vormalige Königliche Baugewerksschule) (→Hochschule für angewandte Wissenschaften München)

Bereits am 10. April 1823 wurde zur „Vervollkommnung des Bauwesens und besonders der Bildung der Bauhandwerker“ die Königliche Baugewerksschule als erste ihrer Art in München unter der Protektion von König Max I. Joseph unter der Leitung von Gustav von Vorherr gegründet.
- Höhere Technische Staatslehranstalt Nürnberg
- Höhere Technische Staatslehranstalt Kaiserslautern
- Staatliche Baugewerkschule Coburg (→Hochschule Coburg)

sowie in nichtstaatlicher Trägerschaft:
- Städtische Bauschule Augsburg
- Städtische Bauschule Nürnberg
- Kreisbauschule Regensburg
- Kreisbaugewerkschule Kaiserslautern

### Freistaat Sachsen
- Staatliche Gewerbeakademie und Staatliche Bauschule Chemnitz
- Sächsische Staatsbauschule Dresden (in der Inneren Neustadt)
- Sächsische Staatsbauschule Leipzig
- Sächsische Staatsbauschule Plauen (Vogtland)
- Staatliche Höhere Bauschule für Hoch- und Tiefbau Zittau

### Volksstaat Württemberg
- Württembergische Höhere Bauschule Stuttgart

### Republik Baden
- Badische Höhere Technische Staatslehranstalt Karlsruhe (auch: Staatstechnikum Karlsruhe) (→Hochschule Karlsruhe – Technik und Wirtschaft)

### Land Thüringen
- Staatliche Bauschule Gotha (vormals Herzogliche Baugewerbeschule Gotha)
- Staatliche Baugewerkschule Weimar

### Volksstaat Hessen
- Hessische Höhere Landesbauschule Darmstadt (→Fachhochschule Darmstadt)

sowie in nichtstaatlicher Trägerschaft:
- Hessische Baugewerk- und Gewerbeschule Bingen
- Baugewerkschule der Technischen Lehranstalten Offenbach (Main)

### Freistaat Braunschweig
- Braunschweigische Landesbaugewerkschule Holzminden (→Hochschule für angewandte Wissenschaft und Kunst)

### Freistaat Anhalt
in nichtstaatlicher Trägerschaft:
- Städtische Bauschule Zerbst

### Freistaat Mecklenburg-Schwerin
in nichtstaatlicher Trägerschaft:
- Baugewerkschule der Höheren Technischen Lehranstalt Neustadt (Mecklenburg)

### Freie und Hansestadt Hamburg
- Staatliche Baugewerkschule Hamburg

### Freie Hansestadt Bremen
- Baugewerkschule der Technischen Staatslehranstalten Bremen

### Freie und Hansestadt Lübeck
- Baugewerkschule der Freien und Hansestadt Lübeck